# The Hunger Games: Húng nhại – Hồi kết
The Hunger Games: Húng nhại – Hồi kết, hay The Hunger Games: Húng nhại – Phần 2 (tựa gốc tiếng Anh: The Hunger Games: Mockingjay – Part 2) là một phim điện ảnh chiến tranh khoa học viễn tưởng năm 2015 của đạo diễn Francis Lawrence với phần kịch bản được viết bởi Peter Craig và Danny Strong. Đây là phần thứ hai trong hai phần điện ảnh chuyển thể từ Húng nhại, cuốn tiểu thuyết cuối cùng của bộ ba tiểu thuyết Đấu trường sinh tử của nữ nhà văn Suzanne Collins, đồng thời là bộ phim điện ảnh thứ tư và cũng là bộ phim cuối cùng trong loạt phim The Hunger Games, sản xuất bởi Nina Jacobson, Jon Kilik và phân phối bởi hãng Lionsgate Films. Bộ phim có sự góp mặt của Jennifer Lawrence, Josh Hutcherson, Liam Hemsworth, Woody Harrelson, Elizabeth Banks, Julianne Moore, Sam Claflin, Jena Malone, Willow Shields, Natalie Dormer, Robert Knepper, Philip Seymour Hoffman và Donald Sutherland. Đây là phần tiếp theo của The Hunger Games: Húng nhại – Phần 1, phần chuyển thể đầu tiên của Húng nhại, được công chiếu vào ngày 21 tháng 11 năm 2014.
Húng nhại – Hồi kết được công chiếu vào ngày 20 tháng 11 năm 2015, tại Hoa Kỳ dưới định dạng 2D và IMAX, và tại các khu vực khác dưới định dạng 2D, 3D, RealD Cinema và IMAX 3D, trở thành bộ phim duy nhất trong loạt phim được công chiếu dưới định dạng 3D. Tại Việt Nam, Húng nhại – Hồi kết được công chiếu vào ngày 20 tháng 11 năm 2015, cùng ngày với Hoa Kỳ.

## Diễn viên
- Jennifer Lawrence trong vai Katniss Everdeen
- Josh Hutcherson trong vai Peeta Mellark
- Liam Hemsworth trong vai Gale Hawthorne
- Woody Harrelson trong vai Haymitch Abernathy
- Elizabeth Banks trong vai Effie Trinket
- Sam Claflin trong vai Finnick Odair
- Philip Seymour Hoffman trong vai Plutarch Heavensbee
- Jena Malone trong vai Johanna Mason
- Julianne Moore trong vai Thống đốc Alma Coin
- Stanley Tucci trong vai Caesar Flickerman
- Donald Sutherland trong vai Tổng thống Coriolanus Snow
- Willow Shields trong vai Primrose Everdeen
- Jeffrey Wright trong vai Beetee Latier
- Natalie Dormer trong vai Cressida
- Mahershala Ali trong vai Boggs
- Paula Malcomson trong vai Bà Everdeen
- Stef Dawson trong vai Annie Cresta
- Gwendoline Christie trong vai Commander Lyme[3]
- Wes Chatham trong vai Castor
- Elden Henson trong vai Pollux
- Meta Golding trong vai Enobaria
- Michelle Forbes trong vai Lieutenant Jackson[4]
- Omid Abtahi trong vai Homes[5]
- Misty Ormiston trong vai Leeg 1[6]
- Kim Ormiston trong vai Leeg 2[6]